# Наздратенко, Евгений Иванович
Евге́ний Ива́нович Наздрате́нко (род. 16 февраля 1949, Северо-Курильск, Сахалинская область) — российский государственный и политический деятель. Глава Администрации Приморского края с 24 мая 1993 по 6 февраля 2001. Заместитель Секретаря Совета Безопасности РФ с 30 апреля 2003 по 2004. По состоянию на февраль 2018 года являлся советником секретаря ОДКБ, с 2001 года проживает в г. Москве.

## Ранняя жизнь
Родился в 1949 году в городе Северо-Курильск Сахалинской области в семье служащего. По национальности русский.

## Образование и работа
Учился в МОБУ СОШ № 2 города Дальнегорска. В 1975 году окончил Дальнегорский индустриальный техникум, в 1983 году — Дальневосточный технологический институт по специальности «экономика» (заочно).
В 1967 году стал работать электромонтёром-монтажником на Сихотэ-Алинском полиметаллическом комбинате. Служил в Военно-морском флоте на эсминце Тихоокеанского флота (1968—1970). С 1970 года — сварщик-монтажник, 1975—1980 — мастер, механик, начальник участка объединения «Бор» (г. Дальнегорск), с 1980 года — механик, заместитель председателя старательской артели «Восток».
С 1983 года — председатель артели «Восток».
С 1991 года по 1993 год — президент компании «Восток» (г. Дальнегорск).

## Политическая деятельность
До 1991 года состоял в КПСС.
С 24 мая 1993 года — Глава Администрации Приморского края. Избирался народным депутатом РФ (1990—1993), входил в состав фракции «Промышленный союз» и в «Коалицию реформ».
12 декабря 1993 года был избран депутатом Совета Федерации первого созыва. В мае 1995 года возглавил Приморское отделение блока «Наш дом — Россия». 17 декабря 1995 года был избран губернатором Приморского края. С января 1996 года по должности губернатора входил в состав Совета Федерации РФ, был членом Комитета по вопросам безопасности и обороны. 19 декабря 1999 года переизбран губернатором Приморского края, получив поддержку 70 % голосов избирателей, принявших участие в голосовании. 6 февраля 2001 года ушёл в отставку с поста губернатора. Заявлению о сложении полномочий предшествовал телефонный разговор с Владимиром Путиным, который позвонил Наздратенко в палату интенсивной терапии приморской краевой больницы № 1, куда глава края был госпитализирован в связи с подозрением на инфаркт. По данным СМИ, уход в отставку был связан с энергетическим кризисом, разразившимся зимой 2000-2001 года в Приморском крае. С прекращением полномочий Наздратенко передал их своему первому заместителю К. Б. Толстошеину, который с незначительным перерывом исполнял их до избрания нового губернатора.

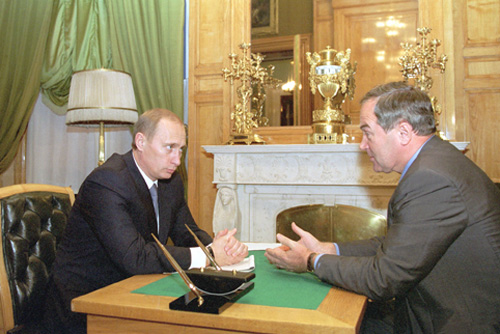
Евгений Наздратенко (справа) и Владимир Путин

24 февраля 2001 года был назначен председателем Государственного комитета РФ по рыболовству, 15 февраля 2003 года был временно отстранён от исполнения обязанностей главы Госкомрыболовства, причиной отстранения стало нарушение существующего порядка распределения квот на вылов рыбы в Магаданской области и в Приморском крае. 14 марта восстановил себя в должности собственным приказом, поскольку согласно закону о госслужбе не мог быть отстранён от должности более чем на месяц. 30 апреля 2003 года Указом Президента РФ был назначен заместителем секретаря Совета Безопасности РФ, занимался проблемами экологической безопасности, сохранения биоресурсов.
В мае 2004 года был освобождён от должности заместителя Секретаря Совета безопасности России в связи с его реорганизацией, проводившейся в рамках административной реформы федеральных органов исполнительной власти.
В 2012 году вступил в партию «Гражданская платформа».

## Награды и звания
- Орден «За заслуги перед Отечеством» IV степени (16 февраля 1999) — за добросовестный труд и последовательное проведение курса экономических реформ[10]
- Орден «За личное мужество» (5 августа 1994) — за мужество и самоотверженность, проявленные при спасении людей в условиях чрезвычайных обстоятельств и ликвидации последствий взрыва склада боеприпасов[11]
- Почётная грамота Правительства Российской Федерации (15 февраля 1999) — за большой личный вклад в социально-экономическое развитие Приморского края и многолетний добросовестный труд[12]
- Почётный доктор Санкт-Петербургского государственного горного института и Сеульского университета (Южная Корея)

## Семья
С будущей женой Галиной Евгений познакомился, когда ей было 8 лет. Поженились после того, как она окончила институт.
Имеет двоих сыновей.

## Комментарии
1. ↑  Занимал этот пост по должности как глава администрации края. Покинул СФ после введения нового порядка его формирования.
2. ↑  Члены СФ как председатели Приморской краевой думы / Законодательного собрания
3. ↑  Представитель в СФ от Администрации Приморского края